# II. Orbán pápa
Boldog II. Orbán (latinul: Urbanus II; Lagery, 1042 – Róma, 1099. július 29.) néven lépett Szent Péter trónjára a 159. pápa. Eredeti nevén Otho vagy Odo de Chatillon avagy Odo de Lagery. Az 1088-ban trónra lépő egyházfő egyike a leginkább ismert pontifexeknek. Leginkább a Clermont-i zsinat összehívásáról ismert, amely elindította a keresztes hadjáratokként ismert keresztény hódítások sorozatát. Megbocsátást ígért mindazon emberek múltbeli bűneiért, akik azért küzdenek, hogy visszaszerezzék a Szentföldet a muszlimoktól és felszabadítsák a keleti egyházakat. Fegyverbe hívása idézte elő az első keresztes hadjáratot (1095–1099).
A francia származású pápa ugyan nem tölthetett sok időt Rómában, mégis a Római Kúria hivatali rendszerének alapítóját is tisztelik személyében. A 19. században XIII. Leó boldoggá avatta.

## Származása és pályájának kezdete
Tehát eredetileg Odo vagy más források szerint Eudes néven látta meg a napvilágot 1042 körül a Champagne régióban lévő Lagery városkában, Châtillon-sur-Marne város közelében. Nemesi származása lehetővé tette, hogy atyja már igen korán egyházi neveltetés alá helyezze. Ráadásul a legkiválóbb kezekbe került, hiszen a közeli nagyvárosban, Reimsben Karthauzi Szent Brúnó tanítványa lett.
A kiváló klerikus hamar felfedte Odo előtt a Biblia tanításait, és először kanonok, majd 1055 körül archidiakónus lett. Franciaország egyik legtiszteltebb klerikusává vált, és sokan ígéretes tehetségnek tartották már pályája kezdetén. Azonban Odo nem akart engedni az ambiciózus püspökök csábításának, és 1067-ben visszavonult a világi papságtól, és a clunyi bencés szerzetesrend tagja lett. A rend főapátja ekkor Szent Hugó volt, aki még jelentős szerepet játszott Odo későbbi nézetének alakulásában. Az egyház megreformálásának eszméi itt vertek gyökeret Odo fejében, és később a pápai trónra lépő VII. Gergely pápa egyik legfőbb támogatója lett. 1070-ben a szerzetesrend házfőnöke lett, ekkor vette fel először a kapcsolatot Gergellyel. Az egyházfő hamar megkedvelte, és 1078-ban Ostia bíborosává tette. Így került közel Rómához és a pápai hivatalhoz, ahol minden erejét a Gregorián-reformokra fordította. Évek múltán a pápa legbensőbb tanácsosa és segítője lett.
Ezek után nem véletlen, hogy a diplomáciai viharban Gergely Odót küldte pápai követként Franciaországba, majd IV. Henrik birodalmába. 1082-ben indult útjára, és egy évvel később, amikor Róma felé tartott, Henrik fogságba ejtette birodalma határain belül, de hamarosan elengedte. 1084-ben visszatért Szászországba, és itt számos Gergelyhez hű klerikust iktatott be császárpárti egyháziak helyére, akiket Gergely név szerint kiközösített az egyházból. 1085-ben a szász Quedlinburgban hívott össze egy birodalmi zsinatot, amelyen a reformpárti püspökök gyűltek össze, és kiátkozták III. Kelement, a Henrik által állított ellenpápát.

Mire Odo Rómába érkezett, a klérus a nagy hatású pápa trónjára megválasztotta az idős III. Viktort, akit Odo eleinte nem támogatott, ugyanis kora miatt nem tartotta alkalmasnak a komoly reformok végrehajtására. Végül Viktor alig kétéves regnálása után ismét megüresedett a Szentszék. A pápaválasztók előtt immár ismert volt Gergely és Viktor végakarata is, miszerint Odót jelölték meg utóduknak. 1088. március 12-én a klérus Terracina városában gyűlt össze, és itt egyöntetűen megválasztották az egyház élére. Odo felvette a II. Orbán nevet, majd sietett kihirdetni, hogy ő foglalta el Péter apostol trónját törvényesen. Értesítette a Gergely-párti hercegeket és klerikusokat, hogy mindenben Gergely reformjait fogja folytatni. A régi szövetségek megerősítésére a következő sorok maradtak fenn a krónikákban: 

„„Amit ő visszautasított, azt én is visszautasítom, amit ő elítélt, azt én is elítélem, amit ő szeretett, azt én felkarolom, amit ő katolikusnak tartott, azt én megerősítem és elfogadom.””

## A második Orbán az egyház élén

### Ellenpápa és az első hat év
A terracinai dicső bemutatkozás után azonban hamar fény derült a pápaság szorult helyzetére. Orbánnak akkoriban úgy tűnt, hogy Rómát sem sikerül majd biztonságban elérnie, és hatalma a Német-római Birodalom egyértelműen ingatag. Korábban Gergely támogatói Itália déli részéből érkeztek, azonban Orbán trónra lépésekor a normann hercegek háborút vívtak, és Toszkána őrgrófnője, Matilda is háborúba keveredett a déli szomszédokkal. Érthető tehát, hogy Orbán legégetőbb feladata volt Roger és Bohemund, normann vezetők megbékítése. Az új pápának ezen a békén múlott a legitimitásához nélkülözhetetlen katonai támogatás. Orbán ezért személyesen utazott le Szicíliába, és Troina városában találkozott Roger herceggel. Ezzel a tárgyalással vette kezdetét Orbán és Szicília később igen fontossá váló kapcsolata. A történelem mindenesetre fátylat von a tárgyalások mikéntjére, és mindössze annyi bizonyos, hogy Orbán látogatása után nem sokkal megszületik a béke Itália déli részén.
1088 novemberében Orbán és nagyrészt normann hada Róma alá érkezik, és a IV. Henrik seregei által támogatott Kelemen ellen fognak fegyvert. Csak rövid időre tudták elűzni a szent trónról az ellenpápát, azonban Orbán sikerei csak addig tartottak, amíg Kelemen nem értesítette a közelben állomásozó császári seregeket. A pápa támogatóival Szent Bertalan szigetére menekült, amelynek védelmét az egyik reformpárti római nemes, Pierleone biztosította. A szigetre vezető utat az ő magánserege védelmezte. A szigetre száműzött pápának azonban nemcsak Rómában volt szorult a helyzete. Henrik birodalmában egyre nagyobb hatalomra tett szert, és Kelemen hívei is gyarapodtak az elmúlt években. A szemben állók történetében végül az hozta el a fordulópontot, hogy az egyre szűkösebben élő Orbán kiátkozta Kelement az egyházból. Az ellenpápa erre olyan dühbe gurult, hogy egyházi bíróság elé idézte Orbánt. A pápa támogató seregével érkezett a helyszínre, és még az ítélkezés kezdete előtt harcok kezdődtek Kelemen és Orbán hívei között. A kegyetlen öldöklés három napig tartott, és végül Kelemen visszavonulását hozta el. Orbán több mint egy évvel pápává választása után 1089-ben méltó díszben bevonulhatott Rómába, és a Szent Péter-bazilikában megerősítette hatalmát.
Eközben Matilda, Toszkána úrnője megözvegyült, és hamarosan II. Welf, Bajorország hercegével kötötte össze életét. A mindössze tizennyolc éves herceg leginkább szövetségest jelentett Orbán számára. Matilda hű volt Orbánhoz, és az ifjú bajor herceg apja is Henrik ellen fogott fegyvert Gergely idejében. Orbán végre megfelelő támogatást érzett maga mögött, ezért Amalfiban zsinatot hívott össze, ahol a reformokat megerősítette, pápai bullát adott ki a szimónia és a laikus invesztitúra ellen. Mindezek ellenére Henrik seregei északon győzelmet arattak Matilda hadai felett, és karácsonyra ismét Kelemen uralkodott Róma felett.
A kudarc után Orbán lankadatlan erővel újra hozzáfogott felépíteni szövetségeit, és nem hagyta feledésbe merülni a reformokat. 1093-ig Dél-Itáliában és Franciaországban vándorolt, és zsinatain a reformeszméket terjesztette. Az idő pedig Orbánnak dolgozott. A következetesen az egyházi érdekeket és a klerikus fegyelmet előtérbe hozó Orbánnak egyre nagyobb tisztelet járt az egyházon belül. Kelemen esztelen parancsolgatása sok itáliai püspököt kiábrándított, sőt a német papság java része is lassan elfordult tőle. De az udvarban sem alakultak rózsásan a dolgok. Henrik seregei Canossánál vereséget szenvedtek Matilda toszkán és bajor hadaitól, és ráadásul saját fia, Konrád is ellene fordult. A korabeli írások arról adnak számot, hogy Konrád apja istentelensége miatt döntött úgy, hogy csatlakozik Matilda és Welf seregeihez és a Lombard Ligához. A ligát ekkoriban Észak-Itália négy jelentős városa, Milánó, Piacenza, Lodi és Cremona alkotta. Mind a városok, mind Matilda mind Orbán üdvözölte a német herceget. 1093-ban Konrádot a császári hatalom itáliai központjában, Milánóban a Rómaiak és Itália királyává koronázták. Ezek után Orbán előtt megnyílt az út Rómába. A meggyengült császári hatalom immár nem nyújtott segítséget Kelemennek, aki ugyan híveivel még jó darabig tartani tudta a város egyes erődített részeit. 1094 húsvétján azonban Róma teljes egészében Orbán uralma alá került, és megválasztása után hat évvel először ülhetett a pápai trónra a Lateránban.

### A keresztes hadjárat

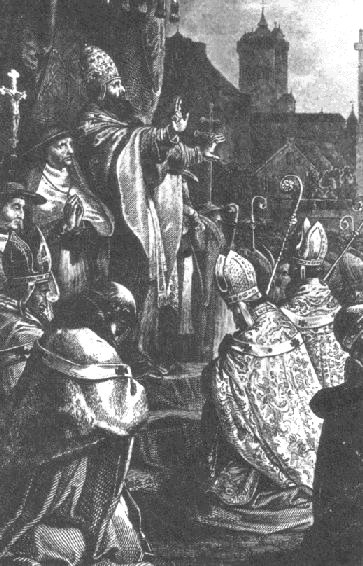
Orbán meghirdeti az első keresztes háborút

Orbán azonban nem tétlenkedett sokáig Rómában, hanem rögtön nekilátott az egyházi reformok végrehajtásának. Egyre több egyházi méltóság lépett unióra a pápával, és így a Gregorián reformok is mind szélesebb alapra találtak. Orbán mindenekelőtt békét akart teremteni a háború tépázta Németországban és Itáliában, majd megszilárdítani az egyházi rendet. A békét úgy látta biztosítottnak, ha Henrik hatalmát végleg megtöri, amire akkoriban jó esélye volt. Orbán 1094-ben Piacenza városába hívta össze a német, itáliai és francia papság jelentős részét. A zsinaton újra megerősítették az egyházi fegyelmet szigorító reformokat, és itt tárgyalták meg Eupraxia császárné vádjait is. Eupraxia IV. Henrik második felesége volt, és kegyetlenséggel vádolta meg Henriket. A vádak igen súlyosak voltak, a császár mégsem szólt ellenük semmit. Ezek után Henrik hatalma valóban porba hullott.
A piacenzai zsinat egyik utolsó témája azonban különös fontossággal bírt. I. Alexiosz bizánci császár követeket küldött a pápához, és azt kérte, segítsen a keleti kereszténységen az egyre terjeszkedő iszlám hit ellen. A keresztes háborúk terve ezen a zsinaton merült fel először Orbán előtt. A zsinaton ugyan a pápa kérésére több itáliai és német nemes is felajánlotta segítségét, érdemben mégsem sikerült elérni semmit.
Közel egy év múltán Orbán szükségesnek látta összehívni a zsinatot Franciaországban. 1095. november 18-án Clermont-ba hívta a francia klérus egészét, és megkérte az egyházmegyék vezetőit, hogy hívják meg a terület laikus urait is. Clermont-ban a krónikák feljegyzése szerint tizenhárom érsek, kétszázhuszonöt püspök és több mint kilencven apát jelent meg Orbán hívására. A Notre Dame du Port-templomban összeülő zsinat hatalmas méretei miatt a legendák szerint később kiköltözött a város melletti mezőre. Az ország legtöbb jelentős klerikusa és nemese megjelent a zsinaton, köztük I. Fülöp, francia király is. A híres clermont-i zsinat a clunyi reformok megerősítésével kezdődött. A francia klérus egyöntetűen elfogadta Orbán kánoni törvényeit a szimónia és a laikus invesztitúra tiltásáról és a cölibátus betartásáról.
Ezután a zsinat vád alá helyezte I. Fülöpöt, ugyanis Hugó, Lyon érseke korábban kiközösítette az uralkodót házasságtörés miatt. Fülöp bevallotta, hogy feleségét, Berthát eltaszította magától és Anjou Fulk feleségét, Bertradát szerette. A Gregorián reformok alapján Orbán végül egyházi átokkal sújtotta Fülöpöt. Mégis a zsinat legnagyobb hatású része a Kelet ügyében intézett beszéde volt. Orbán prédikációja a világtörténelem egyik leghatásosabb beszédeként vonult be a könyvekbe, hiszen buzdítása soha nem látott lelkesedést váltott ki a jelenlévő nemesekből és lovagokból. A pápa túlvilági üdvösséget és teljes bűnbocsánatot ígért annak, aki a kereszt jele alatt kardot ragad a keresztény hit védelmében és felszabadítja a szeldzsuk törökök uralma alól a Szentföldet. Orbán szerint Franciaországot immár kinőtte népe, azonban szabad birtokok várják a keresztényeket a mesés Keleten, a tejjel-mézzel folyó Kánaán földjén. A prédikáció nyomán senki, még maga Orbán sem várt akkora lelkesedést, mint ami egész Franciaországot, sőt egész Európát megrázta. A pápa levelet írt a királyi udvarokba és azon püspököknek, akik nem voltak jelen Clermont-ban. Ezen kívül sorra járta a francia és itáliai nagyvárosokat, és a lelkesedés egyre nagyobb méreteket öltött.
Orbán úgy tervezte, hogy a keresztény sereg 1096. augusztus 15-én indul majd, és alig pár ezer lovagból fog állni. Ehhez képest Remete Péter vezetésével már az év elején egy százezres tömeg, nagyrészt képzetlen parasztok, nők, sőt gyermekek indultak útnak gyalog a Szentföldre. Később Anglia, Franciaország és a Német-római Birodalom is ontotta a nemeseket Kelet felé. Orbán sikere kiemelkedő volt, és az első keresztes háború haláláig pompás sikereket hozott. 1098 végén Antiochia került keresztény kézre, és ugyan Jeruzsálem elfoglalásának híre már nem érte utol, az egyre reményteljesebb ostromról még értesült.

### Európai diplomácia és zsinatok
Orbán pontifikátusa során kiemelkedő szerep jutott érzékeny diplomáciai tapasztalatainak. Sosem hagyott fel a Terracinában meghirdetett reformok kiszélesítésével, de igen rugalmas politikával sikerült érvényt szereznie akaratának Európa legnagyobb udvaraiban és klérusaiban. Itáliában és Henrik bukása után valójában a német területeken sikerült elültetnie a reformokat, így szülőföldjére került sor.
1096 márciusában Toursban zsinatot hívott össze, ahol újra megerősítette I. Fülöp kiátkozását házasságtörés bűne miatt. Az uralkodó ezen felül az invesztitúra kérdésében sem volt egy véleményen Orbánnal, de később mégis kénytelen volt engedni az egyházfőnek. Fülöp még ugyanazon év júliusában elküldte udvarából Bertradát, ezért Orbán a nîmes-i zsinaton visszavonta átkát. Alig egy év múlva a király ismét megszegte házassági esküjét, ezért a lyoni érsek, Orbán Franciaországi követe újra kiközösítette Fülöpöt. Jelentős eredmény volt az is, hogy a pápának sikerült unióra lépnie a sens-i és a vienne-i érsekkel is, akik különböző hatalmi viták miatt nem akarták elismerni a pápa hatalmát. A Clermont-i zsinat után azonban kevés klerikus vitathatta Orbán hatalmát.
Miután szülőföldjén mindent elért, amit el akart érni, Rómába indult. De az örök város ismét III. Kelemen kezében volt. A legendák szerint Orbán Lucca városa mellett találkozott a keresztes hercegek seregével, és zászlaját Vermandois-i Hugónak adta, aki ezen zászló alatt Rómáig kísérte Orbánt. A szervezett lovagsereg láttán Kelemen és hívei azonnal visszavonultak az Angyalvárba. A pápa tehát ismét diadalmasan bevonulhatott Rómába, amelyet immár biztonsággal birtokolt, hiszen egész Észak- és Közép-Itália Matilda és Konrád kezében volt, Henrik seregei az Alpok vonulatától északra vonultak, és a déli normannok is támogatták az egyházfőt. 1097-ben Orbán a Lateránban tartott egy zsinatot, amelyen beszámolt a klérusnak addigi eredményeiről, és bejelentette, hogy ismét délre utazik a normann hercegek kibékítésére.

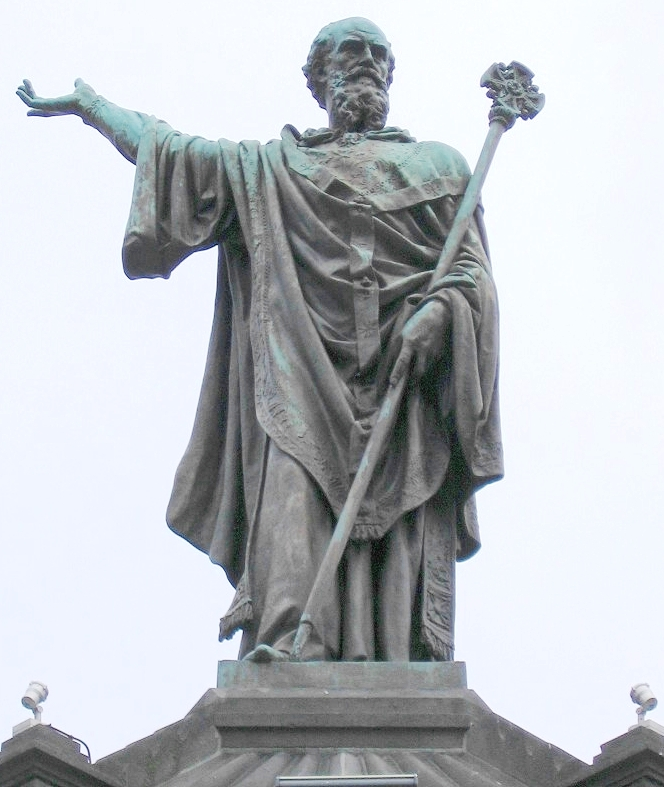
II. Orbán szobra Clermont-ban

### Orbán és Szicília
A lateráni zsinat végszava egyértelműen jelezte, hogy Orbán lépni akar Szicília és a déli területek vallási hovatartozásának ügyében. Ugyan a pápa békítő szándékkal utazott le a normann hercegekhez, legfőbb szándéka az volt, hogy Campagna területeit közelebb vonja trónjához. A normann területeken ugyanis még mindig jobban érvényesült Bizánc rítusa, és ráadásul Szicília jelentős része a szaracénok uralma alatt állt. 1098 elején a Roger herceg vezette normann seregek kisöpörték a muszlimokat Szicília szigetéről, és ennek elismeréseképpen utazott le délre Orbán. 1098 májusában a fáradhatatlan normann herceg Capua ostromába fogott. Itt találkozott Orbánnal is, aki I. Roger néven Szicília grófjává tette, és kezébe rakta le a katolikus egyház minden uralkodókra háruló feladatát. Roger tehát egyházmegyéket alapíthatott, amelyek élére püspököket nevezhetett ki, joga és kötelessége volt begyűjteni az egyházi adót, amelyet továbbított Rómába és ő ítélkezhetett egyházi ügyekben. Egyszóval a pápa a többi normann uralkodó fölé helyezte Rogert, és a többi európai uralkodóval megegyező jogot biztosított neki.
Miután sikerült elfoglalnia a szaracénoktól Capua városát, nekilátott az Orbántól kapott jogok érvényesítéséhez. Első felesége, Adelaide is sokat segített férjének az egyházépítésben, ugyanis Lombardiából származott, ezért onnan katolikus telepeseket kért a kihalt Szicília újranépesítéséhez, és persze papok is érkeztek északról. Roger tehát Szicília első keresztény uralkodójaként léphetett a történelem oldalaira.

### Életének alkonyán
Orbán a szicíliai tárgyalások után sem döntött úgy, hogy visszavonul Rómába és pihen. 1098-ban Bariban tartott zsinatot, ahol a keresztes háborúk miatt újra felélénkülő kelet-nyugati kapcsolatokat akarta egyházi szinten is felújítani. Bariban száznyolcvan püspök gyűlt össze, és előttük érvelt az egyházfő a két keresztény egyház újbóli egyesülése mellett. De a zsinat végeztével a kimerült, idős pápa Rómába tért vissza. Erejéből még futotta rá, hogy Anselm, Canterbury érsek panaszait meghallgassa és az angol királyt megfedje, és még 1099-ben tartott a Lateránban egy utolsó zsinatot, Rómában már ereje végén járt. 1099. július 15-én elesett Jeruzsálem, azonban mire a hírek Rómába értek, Orbán már meghalt. 1099. július 29-én örök nyugalomra szenderült.
Dolgos, kitartó uralkodása alatt sikerült elérnie, hogy egész Itáliában elterjedjenek a reform eszméi, és Henrik katonái sem dúlták Itáliát. III. Kelemen hívei mégis meggátolták, hogy a pápa testét a Lateránban helyezzék örök nyugalomra, ezért Orbán hamvait a Szent Péter-bazilika őrzi. I. Adorján pápa sírhelye mellett helyezték örök nyugalomra.
Nogent-i Guibert csodát látott Orbán sírja mellett, ezért sokáig szentként tisztelték Orbánt. Mindazonáltal halálának idején igen nagy népszerűségnek örvendett, ezért szinte mindenhol elterjedt, hogy Orbánt a szentek közé emelték. Ez azonban a hivatalos vatikáni iratokban nem került megerősítésre, és csak 1881. július 14-én XIII. Leó pápa pontifikátusa alatt avatták boldoggá.

## Művei
- Documenta Catholica Omnia (latin nyelven). (Hozzáférés: 2011. december 6.)